# Kiyeko et les Voleurs de nuit
Kiyeko et les Voleurs de nuit est un jeu vidéo d'aventure en pointer-et-cliquer développé par Ludimédia et édité par Ubi Soft, sorti en 1995 sur Windows.
L'histoire, qui se déroule dans la forêt amazonienne, est basée sur le livre Les serpents qui avaient volé la nuit de Vladimir Hulpach.

## Accueil
- PC Player : 70 %[1]